# Elton John 2006 European Tour
Elton John 2006 European Tour – dwudziesta pierwsza solowa trasa koncertowa Eltona Johna, w jej trakcie odbyło się dziewiętnaście koncertów.
1. 28 maja 2006 – Dublin, Irlandia – Point Depot
2. 29 maja 2006 – Manchester, Anglia – Manchester Arena
3. 31 maja 2006 – Mannheim, Niemcy – SAP Arena
4. 1 czerwca 2006 – Oberhausen, Niemcy – König Pilsener Arena
5. 3 czerwca 2006 – Canterbury, Anglia – St Lawrence Ground
6. 4 czerwca 2006 – Londyn, Anglia – The Valley Stadium
7. 6 czerwca 2006 – Mönchengladbach, Niemcy – Borussia-Park
8. 8 czerwca 2006 – Wolfsburg, Niemcy – Volkswagen-Arena
9. 10 czerwca 2006 – County Durham, Anglia – Riverside Ground
10. 11 czerwca 2006 – Worcester, Anglia – New Road Cricket Ground
11. 14 czerwca 2006 – Grenoble, Francja – Grenoble Palais Des Sports
12. 16 czerwca 2006 – Somerset, Francja – Taunton County Cricket Ground
13. 21 czerwca 2006 – Birmingham, Anglia – National Exhibition Centre
14. 24 czerwca 2006 – Oksford, Anglia – Kassam Stadium
15. 25 czerwca 2006 – Hove, Anglia – Sussex County Cricket Ground
16. 27 czerwca 2006 – Nottingham, Anglia – Nottingham Arena
17. 1 lipca 2006 – Dorset, Francja – Fitness First Stadium
18. 1 września 2006 – Wilno, Litwa – Vingis Park
19. 2 września 2006 – Sopot, Polska – Sopot Festival